# 57. vestlige længdekreds
Den 57. vestlige længdekreds (eller 57 grader vestlig længde) er en længdekreds, der ligger 57 grader vest for nulmeridianen. Den løber gennem Ishavet, Nordamerika, Atlanterhavet, Sydamerika, det Sydlige Ishav og Antarktis.